# Liste des ambassadeurs allemands au Zimbabwe
La liste des ambassadeurs allemands au Zimbabwe comprend les ambassadeurs de la République fédérale d'Allemagne au Zimbabwe. L'ambassade est basée à Harare. De 1953 à 1963, le Zimbabwe faisait partie de la Fédération de la Rhodésie et du Nyasaland et s'appelait Rhodésie de 1963 jusqu'à l'indépendance en 1980. À partir de 1956, la République fédérale d'Allemagne a maintenu un consulat général dans la capitale, qui s'appelait alors Salisbury. Après la fermeture du consulat général en 1970, le 18 avril 1980, l'ambassade a ouvert ses portes.

## Consuls généraux
| Nom de famille    | mandat    | Remarques                                       |
| ----------------- | --------- | ----------------------------------------------- |
| George Vogel      | 1956-1958 |                                                 |
| Norbert Berger    | 1959-1961 |                                                 |
| Hans Joachim Eick | 1961-1963 |                                                 |
| N, N,             |           | Consulat général fermé au début des années 1970 |

## Ambassadeurs
| Nom de famille              | mandat      | Remarques |
| --------------------------- | ----------- | --------- |
| Richard Ellerkman           | 1980-1983   |           |
| François de Mentzingen      | 1984-1988   |           |
| Werner Killian              | 1988-1994   |           |
| Norwin Leutrum von Ertingen | 1994–       |           |
| Fritz Herman Flim           | 1998-2001   |           |
| Pierre Smith                | 2001-2004   |           |
| Levain de Karin Blumberger  | 2004-2008   |           |
| Albrecht Conce              | 2008-2011   |           |
| Hans Gunter Gnodtke         | 2011-2013   |           |
| Ulrich Wilhelm Kloeckner    | 2013-2016   |           |
| ThorstenHutter              | 2016-2020   |           |
| Udo Volz                    | depuis 2021 |           |

## liens web
- Site Web de l'ambassade d'Allemagne à Harare